# Coupe d'Autriche de football 2023-2024
Navigation
ÖFB Cup 2022-2023 ÖFB Cup 2024-2025
La Coupe d'Autriche de football 2023-2024 est la 93e édition de la Coupe d'Autriche. Le vainqueur se qualifie pour les barrages de la Ligue Europa 2024-2025. Dans le cas où le gagnant de la coupe est déjà qualifié pour cette compétition ou mieux, la place est réattribuée au 3e du championnat 2023-2024.
La coupe adopte un format de match à élimination directe sans match retour, avec un tirage au sort à chaque tour. Lors des trois premiers tours, les clubs sont répartis géographiquement entre les régions Est et Ouest. Les clubs des divisions régionales (3 ou moins) ont l'avantage à domicile pour le premier tour.

## Clubs participants
Les clubs participants sont les clubs les plus haut classés de chaque État, en dehors des clubs de Bundesliga et de 2. Liga, qualifiés d'office avec obligation de participer.
La répartition par Land est de :
- 6 équipes
  - Association de football de la Basse-Autriche

- 5 équipes
  - Association de football de la Haute-Autriche
  - Association de football de la Styrie

- 4 équipes
  - Association de football de Vienne
  - Association de football du Burgenland
  - Association de football de la Carinthie
  - Association de football du Tyrol

- 3 équipes
  - Association de football de la Région de Salzbourg
  - Association de football du Voralberg

Le Sturm Graz est le vainqueur de cette édition après une victoire 2-1 en finale contre le Rapid Vienne, une victoire contre le même adversaire que l'édition 2022-2023.
| Bundesliga (12 clubs) | 2. Liga (14 clubs) | Regionalliga (31 clubs) | Regionalliga (31 clubs) | Regionalliga (31 clubs) | Landesliga (7 clubs) |
| --- | --- | --- | --- | --- | --- |
| RB Salzbourg SK Sturm Graz Linz ASK FK Austria Vienne Rapid Vienne SK Austria Klagenfurt Wolfsberger AC SC Austria Lustenau TSV Hartberg WSG Tirol SC Rheindorf Altach FC Blau-Weiß Linz | SV Ried Grazer AK SKN Sankt Pölten SV Horn SKU Amstetten Floridsdorfer AC First Vienna FC SV Lafnitz FC Admira Wacker Mödling FC Dornbirn 1913 Kapfenberger SV DSV Leoben Schwarz-Weiß Bregenz SV Stripfing | Ouest | Centre | Est | SAK Klagenfurt (Landesliga Kärnten) FV Austria XIII (Landesliga Wien) SV Spittal/Drau (Landesliga Kärnten) ATUS Ferlach (Landesliga Kärnten) SV Bad Schallerbach (Landesliga Oberösterreich) SC-ESV Parndorf (Landesliga Burgenland) SV Haitzendorf (Landesliga Niederösterreich) |
| RB Salzbourg SK Sturm Graz Linz ASK FK Austria Vienne Rapid Vienne SK Austria Klagenfurt Wolfsberger AC SC Austria Lustenau TSV Hartberg WSG Tirol SC Rheindorf Altach FC Blau-Weiß Linz | SV Ried Grazer AK SKN Sankt Pölten SV Horn SKU Amstetten Floridsdorfer AC First Vienna FC SV Lafnitz FC Admira Wacker Mödling FC Dornbirn 1913 Kapfenberger SV DSV Leoben Schwarz-Weiß Bregenz SV Stripfing | SV Austria Salzbourg SC Imst SC Röthis FC Wolfurt SV Oberwart FC Kufstein FC Pinzgau Saalfelden SK Bischofshofen VfB Hohenems SVG Reichenau SPG Silz/Mötz | ASK Voitsberg TuS Union Gurten SPG Wallern / St. Mariekirchen WSC Hertha Wels SK Vorwärts Steyr USV St. Anna SC Weiz Deutschlandsberger SC ASK Klagenfurt TuS Bad Gleichenberg | SR Donaufeld Wien Kremser SC SV Leobendorf FC Marchfeld Donauauen FCM Traiskirchen TWL Elektra SC Neusiedl Favoritner AC ASV Draßburg SCU Ardagger | SAK Klagenfurt (Landesliga Kärnten) FV Austria XIII (Landesliga Wien) SV Spittal/Drau (Landesliga Kärnten) ATUS Ferlach (Landesliga Kärnten) SV Bad Schallerbach (Landesliga Oberösterreich) SC-ESV Parndorf (Landesliga Burgenland) SV Haitzendorf (Landesliga Niederösterreich) |

## Calendrier
| Tour             | Date                         |
| ---------------- | ---------------------------- |
| 1er tour         | 21 - 23 juillet 2023         |
| 2e tour          | 26 - 28 septembre 2023       |
| 3e tour          | 31 octobre - 2 novembre 2023 |
| Quarts de finale | 9 - 11 février 2024          |
| Demi-finales     | 2 - 4 avril 2024             |
| Finale           | 1 mai 2024                   |

## Résultats

### Premier tour
Le tirage au sort a lieu le dimanche 25 juin 2023 sur la chaîne autrichienne ORF. Lors de ce premier tour, toutes les équipes participantes disputent une rencontre. Les équipes de troisième ou quatrième division ont l'avantage à domicile pour ce tour, à l'exception des six équipes de troisième division ayant tiré moins fort qu'eux. Aucune équipe de Bundesliga ne se fait éliminer lors de ce premier tour, tandis que la totalité des équipes de quatrième division écopent d'une défaite, bien que le SV Bad Schallerbach ait réussi à amener le WSG Tirol en prolongation.
| Domicile                            | Résultat       | Extérieur                     |
| ----------------------------------- | -------------- | ----------------------------- |
| SC Neusiedl (D3)                    | 1 - 4          | SV Lafnitz (D2)               |
| SC Röthis (D3)                      | 0 - 6          | Linz ASK (D1)                 |
| SV Spittal/Drau (D4)                | 0 - 7          | FK Austria Vienne (D1)        |
| ASK Voitsberg (D3)                  | 1 - 2ap        | First Vienna FC (D2)          |
| Deutschlandsberger SC (D3)          | 1 - 1 5 - 6tab | Kapfenberger SV (D2)          |
| SC Imst (D3)                        | 2 - 0          | Schwarz-Weiß Bregenz (D2)     |
| SV Bad Schallerbach (D4)            | 2 - 3ap        | WSG Tirol (D1)                |
| FCM Traiskirchen (D3)               | 1 - 2          | SC Rheindorf Altach (D1)      |
| FC Marchfeld Donauauen (D3)         | 1 - 1 4 - 2tab | SC Weiz (D3)                  |
| SC-ESV Parndorf (D4)                | 0 - 5          | ASV Draßburg (D3)             |
| TWL Elektra (D3)                    | 0 - 3          | SKN Sankt Pölten (D2)         |
| Favoritner AC (D3)                  | 2 - 3          | TSV Hartberg (D1)             |
| FC Wolfurt (D3)                     | 0 - 1          | SV Austria Salzbourg (D3)     |
| SVG Reichenau (D3)                  | 0 - 2          | FC Dornbirn 1913 (D2)         |
| FV Austria XIII (D4)                | 4 - 4 3 - 4tab | USV St. Anna (D3)             |
| SAK Klagenfurt (D4)                 | 2 - 7          | SK Sturm Graz (D1)            |
| SPG Silz/Mötz (D3)                  | 0 - 8          | SC Austria Lustenau (D1)      |
| SV Leobendorf (D3)                  | 3 - 2ap        | SV Horn (D2)                  |
| FC Pinzgau Saalfelden (D3)          | 3 - 2          | SK Bischofshofen (D3)         |
| SPG Wallern / St. Mariekirchen (D3) | 1 - 5          | FC Blau-Weiß Linz (D1)        |
| SV Oberwart (D3)                    | 1 - 3          | SV Stripfing (D2)             |
| TuS Union Gurten (D3)               | 1 - 0          | VfB Hohenems (D3)             |
| FC Kufstein (D3)                    | 0 - 4          | Wolfsberger AC (D1)           |
| TuS Bad Gleichenberg (D3)           | 2 - 4          | Grazer AK (D2)                |
| Kremser SC (D3)                     | 2 - 3          | SKU Amstetten (D2)            |
| WSC Hertha Wels (D3)                | 1 - 3          | SV Ried (D2)                  |
| SK Vorwärts Steyr (D3)              | 0 - 3          | SK Austria Klagenfurt (D1)    |
| ASK Klagenfurt (D3)                 | 2 - 4ap        | FC Admira Wacker Mödling (D2) |
| SCU Ardagger (D3)                   | 0 - 6          | RB Salzbourg (D1)             |
| SV Haitzendorf (D4)                 | 1 - 3          | Floridsdorfer AC (D2)         |
| Ferlach ATUS (D4)                   | 0 - 1          | DSV Leoben (D2)               |
| SR Donaufeld Wien (D3)              | 0 - 7          | Rapid Vienne (D1)             |

### Deuxième tour
Le tirage au sort a lieu le dimanche 30 juillet 2023 sur la chaîne autrichienne ORF par l'ancien international autrichien Stefan Maierhofer. 32 équipes prennent part à ce tour, avec notamment 8 équipes de Regionalliga. Cependant, aucune équipe de troisième division ne parvient à atteindre le troisième tour, bien que le TuS Union Gurten ait amené le Rapid Vienne en prolongation bien qu'il ait mené 2-1, les Viennois marquent à trois reprises en prolongation avec notamment un doublé du français Fally Mayulu. Une seule équipe de première division sort perdante de ce premier tour, le WSG Tirol qui perd 3-1 contre le DSV Leoben. Ce deuxième tour a accueilli, pour la première fois depuis le rachat par Red Bull de l'Austria Salzbourg, un match entre le RB Salzbourg et l'Austria Salzbourg, que l'équipe au taureau a remporté 4-0 mais durant lequel les supporters de l'Austria auront pu exprimer leur haine pour leur rival.
| Domicile                      | Résultat | Extérieur                  |
| ----------------------------- | -------- | -------------------------- |
| DSV Leoben (D2)               | 3 - 1    | WSG Tirol (D1)             |
| FC Dornbirn 1913 (D2)         | 2 - 3ap  | SKN Sankt Pölten (D2)      |
| First Vienna FC (D2)          | 2 - 3    | SC Austria Lustenau (D1)   |
| Grazer AK (D2)                | 2 - 1    | SV Stripfing (D2)          |
| Kapfenberger SV (D2)          | 1 - 0    | SV Lafnitz (D2)            |
| SV Ried (D2)                  | 1 - 2    | Wolfsberger AC (D1)        |
| SV Austria Salzbourg (D3)     | 0 - 4    | RB Salzbourg (D1)          |
| ASV Draßburg (D3)             | 0 - 2    | FC Blau-Weiß Linz (D1)     |
| FC Marchfeld Donauauen (D3)   | 2 - 3    | SK Austria Klagenfurt (D1) |
| SC Imst (D3)                  | 0 - 3    | Linz ASK (D1)              |
| USV St. Anna am Aigen (D3)    | 0 - 4    | FK Austria Vienne (D1)     |
| FC Pinzgau Saalfelden (D3)    | 0 - 2    | SC Rheindorf Altach (D1)   |
| SKU Amstetten (D2)            | 1 - 0ap  | Floridsdorfer AC (D2)      |
| SV Leobendorf (D3)            | 0 - 3    | SK Sturm Graz (D1)         |
| FC Admira Wacker Mödling (D2) | 0 - 1ap  | TSV Hartberg (D1)          |
| TuS Union Gurten (D3)         | 2 - 5ap  | Rapid Vienne (D1)          |

### Troisième tour
Le tirage au sort du troisième tour a lieu le dimanche 1er octobre 2023 sur la chaîne autrichienne ORF. Ce tour rassemble uniquement des équipes de première ou deuxième division autrichienne. Le DSV Leoben s'est offert une nouvelle victoire aux tirs au but contre un club de Bundesliga, le Wolfsberger AC, faisant de lui et le SKN Sankt Pölten, qui a dominé l'Austria Lustenau quatre buts à zéro, les deux clubs de 2.Liga à accéder aux quarts de finale. Trois autres équipes de Bundesliga ont terminé leur parcours lors de duels entre clubs de l'élite autrichien. Ce tour a également accueilli un des derbys les plus chauds d'Autriche, le derby de Graz entre le Grazer AK et le SK Sturm Graz. Ici, le Grazer avait l'avantage à domicile, mais les deux équipes jouant dans le même stade, le Sturm avait donc tout de même accès à sa tribune principale ; le match était alors très tendu. Le Sturm Graz s'impose trois buts à deux après avoir été mené deux buts à un à la mi-temps.
| Domicile                 | Résultat       | Extérieur                  |
| ------------------------ | -------------- | -------------------------- |
| DSV Leoben (D2)          | 1 - 1 6 - 5tab | Wolfsberger AC (D1)        |
| SKN Sankt Pölten (D2)    | 4 - 0          | SC Austria Lustenau (D1)   |
| FK Austria Vienne (D1)   | 1 - 0          | SK Austria Klagenfurt (D1) |
| Kapfenberger SV (D2)     | 0 - 0 5 - 6tab | Linz ASK (D1)              |
| TSV Hartberg (D1)        | 1 - 1 4 - 5tab | RB Salzbourg (D1)          |
| SKU Amstetten (D2)       | 1 - 5          | Rapid Vienne (D1)          |
| SC Rheindorf Altach (D1) | 2 - 0          | FC Blau-Weiß Linz (D1)     |
| Grazer AK (D2)           | 2 - 3          | SK Sturm Graz (D1)         |

### Quarts de finale
Le tirage au sort des quarts de finale a lieu le dimanche 5 novembre 2023 sur la chaîne autrichienne ORF. Parmi les huit équipes encore en lice, deux d'entre elles jouent en deuxième division autrichienne. Parmi elles, le DSV Leoben, qui après avoir battu deux équipes de Bundesliga, s'offre une troisième victoire contre le SC Rheindorf Altach en gagnant deux buts à un. D'un autre côté, Sankt Pölten s'incline trois buts à un contre le Rapid Vienne, laissant Leoben comme seul représentant de 2.Liga en demi-finales. Le RB Salzbourg et le SK Sturm Graz, en tant que deux premières équipes actuelles de Bundesliga, assurent leur place pour le prochain tour.
| Domicile           | Résultat | Extérieur                |
| ------------------ | -------- | ------------------------ |
| Linz ASK (D1)      | 2 - 3    | RB Salzbourg (D1)        |
| SK Sturm Graz (D1) | 2 - 0    | FK Austria Vienne (D1)   |
| DSV Leoben (D2)    | 2 - 1    | SC Rheindorf Altach (D1) |
| Rapid Vienne (D1)  | 3 - 1    | SKN Sankt Pölten (D2)    |

### Demi-finales
Le tirage au sort des demi-finales a lieu le dimanche 11 février 2024 sur la chaîne autrichienne ORF. Le tirage a été réalisé par les snowboardeurs Sabine Schöffmann et Benjamin Karl. Ce tour a donné lieu à une rencontre entre les meilleures équipes du championnat autrichien de la saison 2023-2024, le RB Salzbourg et le SK Sturm Graz. Au cours d'un match rempli de buts (sept au total), les Styriens s'imposent et décrochent leur ticket pour la finale en tant que tenant du titre. Du côté du DSV Leoben, dernier représentant des divisions inférieures autrichiennes, le match fut davantage compliqué face au Rapid Vienne qui a répondu présent en tant que favori en gagnant trois buts à zéro.
| 3 avril 2024 | DSV Leoben | 0 - 3   | Rapid Vienne                               | Monte Schlacko Arena (Leoben)                  |                                                |
| 20h45        |            | (0 - 2) | Halili 27e (csc) · Lang 42e · Mayulu 90+2e | Spectateurs : 8 450 Arbitrage : Markus Hameter | Spectateurs : 8 450 Arbitrage : Markus Hameter |
| 20h45        | (rapport)  |         |                                            | Spectateurs : 8 450 Arbitrage : Markus Hameter | Spectateurs : 8 450 Arbitrage : Markus Hameter |

| 4 avril 2024 | RB Salzbourg                       | 3 - 4   | Sturm Graz                                            | Red Bull Arena (Salzbourg)                      |                                                 |
| 20h45        | Solet 10e · Sučić 80e · Terzić 90e | (1 - 1) | Bøving 25e · Horvat 52e · Schnegg 72e · Geyrhofer 81e | Spectateurs : 11 494 Arbitrage : Walter Altmann | Spectateurs : 11 494 Arbitrage : Walter Altmann |
| 20h45        | (rapport)                          |         |                                                       | Spectateurs : 11 494 Arbitrage : Walter Altmann | Spectateurs : 11 494 Arbitrage : Walter Altmann |

### Finale
La finale a lieu le 1er mai 2024 au Wörthersee Stadion de Klagenfurt en tant que stade neutre. Elle voit s'affronter le Sturm Graz et le Rapid Vienne, soit la même finale que celle de 2023, dans le même stade.
Le match commence avec un premier coup dur côté Rapid Vienne, avec la blessure à l'orteil de Jonas Antonius Auer à la 15e minute, laissant alors sa place au milieu autrichien de 22 ans Moritz Oswald. Malgré tout, le Rapid Vienne contrôle cette première mi-temps où son adversaire aurait pu concéder un carton rouge sur une faute sur un coup de pied involontaire de Mika Biereth sur la tête de Neraysho Kasanwirjo, l'arbitre ne donne qu'un jaune, décision très controversée. Les verts et blancs réussissent à ouvrir la marque en fin de première période par l'intermédiaire de Matthias Seidl qui vient récupérer une balle précédemment repoussée par le gardien du Sturm Graz. Le Rapid Vienne mène à la pause mais son adversaire est déterminé à gagner cette finale. De ce fait, à partir du retour des vestiaires, les joueurs de Graz poussent, et à la 50e minute après une succession de centres, les défenseurs viennois se perdent et concèdent un but contre leur camp de Leopold Querfeld. Le Sturm Graz continue ses offensives jusqu'à retrouver à nouveau le chemin des filets par l'intermédiaire de Gregory Wüthrich sur un centre, mais le but est refusé pour une faute de main. Cependant, après une incursion dans la surface des joueurs de Graz à la 80e, Tomi Horvat marque le deuxième but du Sturm. Ce but s'avère être le but victorieux pour les champions en titre, qui conservent leur trophée pour une deuxième année consécutive.
| Sturm Graz ·    |                      |     |
| Titulaires :    |                      |     |
|                 |                      |     |
| 16              | Vítězslav Jaroš      |     |
| 28              | David Schnegg        |     |
| 05              | Gregory Wüthrich     |     |
| 42              | David Affengruber    |     |
| 22              | Jusuf Gazibegović    |     |
| 08              | Alexander Prass      | 73e |
| 04              | Jon Gorenc Stanković |     |
| 19              | Tomi Horvat          | 89e |
| 10              | Otar Kiteishvili     |     |
| 18              | Mika Biereth         |     |
| 20              | Seedy Jatta          | 60e |
|                 |                      |     |
| Remplaçants :   |                      |     |
| 40              | Matteo Bignetti      |     |
| 31              | Luka Marić           |     |
| 35              | Niklas Geyrhofer     |     |
| 24              | Dimitri Lavalée      | 73e |
| 39              | Max Johnston         |     |
| 21              | Samuel Stückler      |     |
| 25              | Stefan Hierländer    | 89e |
| 14              | Javier Serrano       |     |
| 15              | William Bøving       | 60e |
| 38              | Amady Camara         |     |
| 22              | Leon Grgić           |     |
| 09              | Szymon Włodarczyk    |     |
|                 |                      |     |
| Entraîneur :    |                      |     |
| Christian Ilzer |                      |     |

| Rapid Vienne · |                     |     |
| Titulaires :   |                     |     |
|                |                     |     |
| 45             | Niklas Hedl         |     |
| 23             | Jonas Antonius Auer | 15e |
| 55             | Nenad Cvetković     | 71e |
| 43             | Leopold Querfeld    |     |
| 06             | Neraysho Kasanwirjo |     |
| 08             | Lukas Grgić         | 87e |
| 34             | Nikolas Sattlberger | 71e |
| 27             | Marco Grüll         |     |
| 22             | Isak Jansson        |     |
| 18             | Matthias Seidl      |     |
| 09             | Guido Burgstaller   |     |
|                |                     |     |
| Remplaçants :  |                     |     |
| 25             | Paul Gartler        |     |
| 21             | Bernhard Unger      |     |
| 19             | Michael Sollbauer   |     |
| 20             | Maximilian Hofmann  |     |
| 15             | Terence Kongolo     | 71e |
| 13             | Thorsten Schick     |     |
| 24             | Dennis Kaygin       |     |
| 28             | Moritz Oswald       | 15e |
| 05             | Roman Kerschbaum    | 71e |
| 10             | Christoph Lang      |     |
| 17             | Fally Mayulu        |     |
| 58             | Furkan Dursun       | 87e |
|                |                     |     |
| Entraîneur :   |                     |     |
| Robert Klauß   |                     |     |

| Sturm Graz ·    |                      |     |
| Titulaires :    |                      |     |
|                 |                      |     |
| 16              | Vítězslav Jaroš      |     |
| 28              | David Schnegg        |     |
| 05              | Gregory Wüthrich     |     |
| 42              | David Affengruber    |     |
| 22              | Jusuf Gazibegović    |     |
| 08              | Alexander Prass      | 73e |
| 04              | Jon Gorenc Stanković |     |
| 19              | Tomi Horvat          | 89e |
| 10              | Otar Kiteishvili     |     |
| 18              | Mika Biereth         |     |
| 20              | Seedy Jatta          | 60e |
|                 |                      |     |
| Remplaçants :   |                      |     |
| 40              | Matteo Bignetti      |     |
| 31              | Luka Marić           |     |
| 35              | Niklas Geyrhofer     |     |
| 24              | Dimitri Lavalée      | 73e |
| 39              | Max Johnston         |     |
| 21              | Samuel Stückler      |     |
| 25              | Stefan Hierländer    | 89e |
| 14              | Javier Serrano       |     |
| 15              | William Bøving       | 60e |
| 38              | Amady Camara         |     |
| 22              | Leon Grgić           |     |
| 09              | Szymon Włodarczyk    |     |
|                 |                      |     |
| Entraîneur :    |                      |     |
| Christian Ilzer |                      |     |

| Rapid Vienne · |                     |     |
| Titulaires :   |                     |     |
|                |                     |     |
| 45             | Niklas Hedl         |     |
| 23             | Jonas Antonius Auer | 15e |
| 55             | Nenad Cvetković     | 71e |
| 43             | Leopold Querfeld    |     |
| 06             | Neraysho Kasanwirjo |     |
| 08             | Lukas Grgić         | 87e |
| 34             | Nikolas Sattlberger | 71e |
| 27             | Marco Grüll         |     |
| 22             | Isak Jansson        |     |
| 18             | Matthias Seidl      |     |
| 09             | Guido Burgstaller   |     |
|                |                     |     |
| Remplaçants :  |                     |     |
| 25             | Paul Gartler        |     |
| 21             | Bernhard Unger      |     |
| 19             | Michael Sollbauer   |     |
| 20             | Maximilian Hofmann  |     |
| 15             | Terence Kongolo     | 71e |
| 13             | Thorsten Schick     |     |
| 24             | Dennis Kaygin       |     |
| 28             | Moritz Oswald       | 15e |
| 05             | Roman Kerschbaum    | 71e |
| 10             | Christoph Lang      |     |
| 17             | Fally Mayulu        |     |
| 58             | Furkan Dursun       | 87e |
|                |                     |     |
| Entraîneur :   |                     |     |
| Robert Klauß   |                     |     |

## Synthèse

### Nombre d'équipes par tour et division
| Ligue / Tours | 1er tour | 2e tour       | 3e tour       | Quarts de finale | Demies finale | Finale        | Vainqueur     |
| ------------- | -------- | ------------- | ------------- | ---------------- | ------------- | ------------- | ------------- |
| Bundesliga    | 12       | 12            | 11            | 6                | 3             | 2             | 1             |
| 2.Liga        | 14       | 12            | 5             | 2                | 1             | Aucune équipe | Aucune équipe |
| Regionalliga  | 31       | 8             | Aucune équipe | Aucune équipe    | Aucune équipe | Aucune équipe | Aucune équipe |
| Landesliga    | 7        | Aucune équipe | Aucune équipe | Aucune équipe    | Aucune équipe | Aucune équipe | Aucune équipe |
| Total         | 64       | 32            | 16            | 8                | 4             | 2             | 1             |

### Meilleurs buteurs
Source : Classement des buteurs
|     | Buteur       | Club         | Buts |
| --- | ------------ | ------------ | ---- |
| 1er | Marco Grüll  | Rapid Vienne | 6    |
| 2e  | Fally Mayulu | Rapid Vienne | 5    |
| 3e  | Deni Alar    | DSV Leoben   | 5    |